# Debert
Debert est une communauté agricole non-incorporée située dans la province canadienne de la Nouvelle-Écosse. Elle est située à environ 20 km à l'ouest de Truro. La communauté hébergeait autrefois la station des Forces canadiennes Debert.